# Christina Meyer
Christina Meyer ist eine deutsche Anglistin. Ihr Schwerpunkt liegt auf Comicforschung, insbesondere amerikanischen Zeitungscomics sowie transnationalen Comicstudien, Inter- und Transmedialität, Serialität von Medien und amerikanische Kriegsliteratur.

## Werdegang und Tätigkeit
Während ihres Studiums war Christina Meyer Wissenschaftliche Hilfskraft am Seminar für Germanistik an der Leibniz Universität Hannover.  Nach Abschluss des Studiums 2003 war sie mit dem Akademischen Austauschdienst am Department for English and Comparative Literature an der Columbia University und wurde dann 2005 Wissenschaftliche Mitarbeiterin an der Leibniz Universität Hannover. Im Wintersemester 2007/2008 vertrat Meyer eine vakante Professur im Fach Amerikanistik an der Carl von Ossietzky Universität Oldenburg und wurde danach dort wissenschaftliche Mitarbeiterin. In gleicher Position war sie in den Jahren darauf an der Georg-August-Universität Göttingen, der Universität Osnabrück und der  Universität Hannover tätig. Es folgten Lehrstuhlvertretungen und 2020 dann ein Lehrauftrag für Amerikanistik an der Technischen Universität Braunschweig. Seit 2023 ist sie Professorin für Amerikanistik an der Universität Hamburg.
2020 wurde  Meyer Vorsitzende der Gesellschaft für Comicforschung. Zusammen mit Felix Giesa und Jessica Bauwens-Sugimoto gibt Christina Meyer seit 2021 die Buchreihe Comics|Histories bei Rombach Wissenschaftsverlag heraus, deren erster Teil 2024 erschien.

## Bibliografie (Auswahl)

### Monografien
- War and Trauma Images in Vietnam War Representations. Olms, 2008.
- Producing Mass Entertainment: The Serial Life of the Yellow Kid. Ohio State University Press, 2019.

### Herausgeberschaften
- American Comics Books and Graphic Novels. Mit Daniel Stein und Micha Gerrit Philipp Edlich. In Sonderheft Amerikastudien/American Studies, Jg. 56, No. 4, 2011.
- Transnational Perspectives on Comics and Graphic Narratives: Comics at the Crossroads. Mit Shane Denson und Daniel Stein, Bloomsbury, 2013.
- Transmedia Practices in the Long Nineteenth Century. Mit Monika Pietrzak-Franger, Routledge, 2022.
- Comics|Histories: Challenges, New Perspectives, Research Methods. Mit Felix Giesa und Jessica Bauwens-Sugimoto. Rombach Wissenschaftsverlag, 2024.